# Lijst van voetbalinterlands Canada - Rusland (vrouwen)
Deze lijst van voetbalinterlands is een overzicht van alle officiële voetbalinterlands tussen de nationale vrouwenteams van Canada en Rusland. De landen hebben tot nu toe vijf keer tegen elkaar gespeeld.

## Wedstrijden
| № | Plaats            | Datum         | Competitie              | Wedstrijd        | Uitslag |
| - | ----------------- | ------------- | ----------------------- | ---------------- | ------- |
| 1 | East Rutherford   | 26 juni 1999  | WK 1999                 | Canada − Rusland | 1 − 4   |
| 2 | Paralimni         | 5 maart 2008  | Cyprus Women's Cup 2008 | Canada − Rusland | 2 − 1   |
| 3 | Larnaca           | 10 maart 2009 | Cyprus Women's Cup 2009 | Canada − Rusland | 2 − 0   |
| 4 | São João da Venda | 3 maart 2017  | Algarve Cup 2017        | Rusland − Canada | 1 − 2   |
| 5 | São João da Venda | 2 maart 2018  | Algarve Cup 2018        | Rusland − Canada | 0 − 1   |

## Samenvatting
| Competitie         | Totaal gespeeld | Winst Canada | Gelijk | Winst Rusland | Doelsaldo Canada – Rusland |
| ------------------ | --------------- | ------------ | ------ | ------------- | -------------------------- |
| WK-eindronde       | 1               | 0            | 0      | 1             | 1 − 4                      |
| Algarve Cup        | 2               | 2            | 0      | 0             | 3 − 1                      |
| Cyprus Women's Cup | 2               | 2            | 0      | 0             | 4 − 1                      |
| Totaal             | 5               | 4            | 0      | 1             | 8 − 6                      |